# Aminál

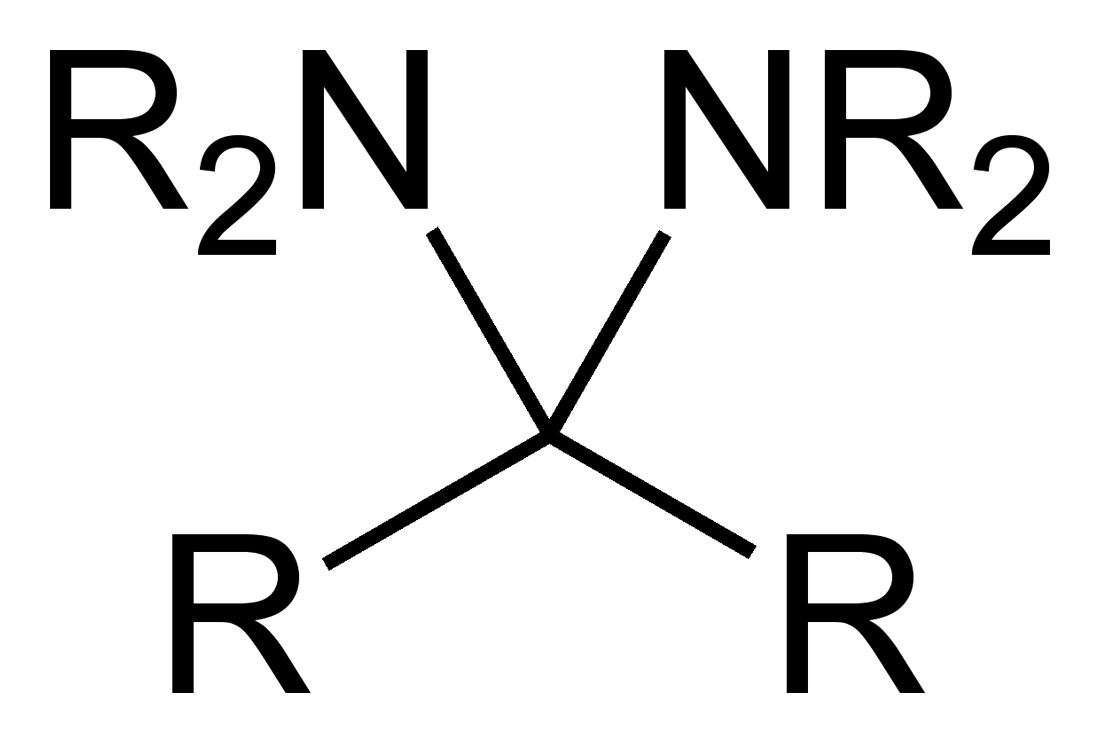
Az aminálok általános képlete

Az aminál vagy aminoacetál oyan szerves kémiai funkciós csoport, amelyben ugyanahhoz a szénatomhoz két aminocsoport kapcsolódik: −C(NR2)(NR2)−. (A szerves kémiában szokásos módon R hidrogén vagy alkilcsoport lehet).
Az aminál- és hemiaminálcsoportok analógok az acetálokkal és félacetálokkal, csak bennük oxigén helyett nitrogénatom található. Aminálok fordulnak elő például a Fischer-féle indolszintézisben. A gyűrűs aminálok jól ismertek, jellemzően diaminok és aldehid kondenzációs reakciójával nyerik őket.

## Hemiaminál éterek

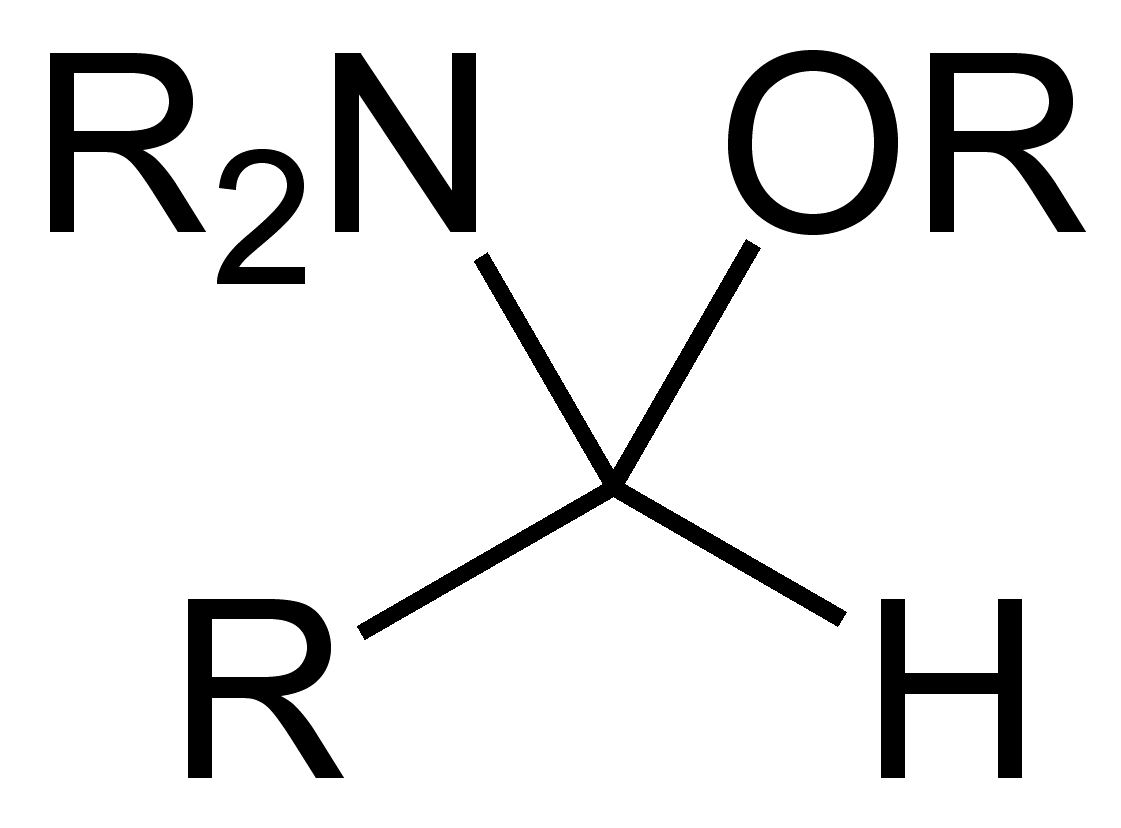
Aldehidből nyert hemiaminál éter

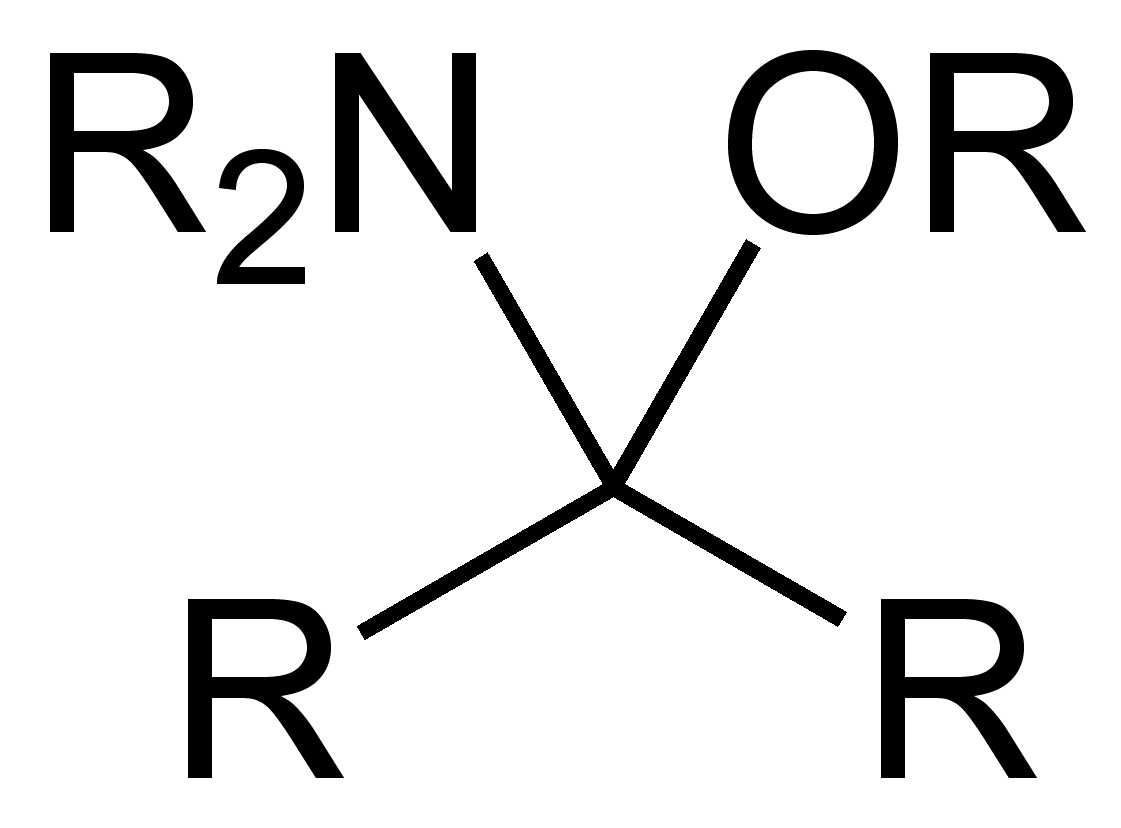
Ketonból nyert hemiaminál éter

Esetenként a hemiaminál étereket is amináloknak hívják, bár a IUPAC nem támogatja ezt az elnevezést. Szerkezetük az alábbi: : R‴−C(NR'2)(OR")−R⁗. Gyűrűs hemiaminál éterekre példák a glikozilaminok.

## Fordítás
Ez a szócikk részben vagy egészben  az   Aminal című angol Wikipédia-szócikk ezen változatának fordításán alapul.  Az eredeti cikk szerkesztőit annak laptörténete sorolja fel. Ez a jelzés csupán a megfogalmazás eredetét és a szerzői jogokat jelzi, nem szolgál a cikkben szereplő információk forrásmegjelöléseként.